# Tiempo real

Renderización en tiempo real para OpenGL.

Un sistema en tiempo real (STR) es aquel sistema digital que interactúa activamente con un entorno con dinámica conocida en relación con sus entradas, salidas y restricciones temporales, para darle un correcto funcionamiento de acuerdo con los conceptos de predictibilidad, estabilidad, controlabilidad y alcanzabilidad.
Los sistemas en tiempo real están presentes en nuestra vida diaria, prácticamente en todo lo que nos rodea: en los aviones, trenes y automóviles, en el televisor, la lavadora o el horno de microondas, en los teléfonos celulares y en las centrales telefónicas digitales. Son un elemento imprescindible para garantizar la generación, transmisión y distribución de la energía eléctrica y para asegurar la calidad y la seguridad de incontables procesos industriales.

## Características
La principal característica que distingue a los STR de otros tipos de sistemas es el tiempo de interacción. Sin embargo, antes de continuar es necesario aclarar el significado de las palabras tiempo y real.
- La palabra tiempo significa que el correcto funcionamiento de un sistema depende no solo del resultado lógico que devuelve la computadora, también depende del tiempo en que se produce ese resultado.
- La palabra real quiere decir que la reacción de un sistema a eventos externos debe ocurrir durante su evolución. Como una consecuencia, el tiempo del sistema (tiempo interno) debe ser medido usando la misma escala con que se mide el tiempo del ambiente controlado (tiempo externo).

Los STR se pueden encontrar en lugares muy importantes debido a los servicios que prestan: ellos monitorizan, controlan y protegen, por ejemplo, los sistemas de transmisión y distribución que hacen llegar la energía eléctrica a las industrias y también a nuestros hogares. Los STR están presentes en las áreas de monitoreo de tráfico de trenes; su importancia es relevante debido a que diariamente se transportan millones de pasajeros. 
Un STR tiene tres condiciones básicas:
- Interactúa con el mundo real (proceso físico)
- Emite respuestas correctas
- Cumple restricciones temporales

En contraste con la definición de STR, un sistema rápido produce su salida sin considerar las restricciones de tiempo del ambiente con que interactúa, para esa clase de sistemas no es importante el tiempo en el cual los datos llegan al sistema digital sino solamente el tiempo en que la salida es producida, en otras palabras únicamente interesa la rapidez de dar la respuesta dentro del intervalo de tiempo cuya medida, entre más pequeña es mejor, sin importar el costo de generar esa respuesta. De igual manera, tiende a confundirse el concepto de STR con el de sistema en línea:
Un sistema en línea es aquel que siempre debe estar encendido, disponible y generalmente conectado a una red de computadoras y depende de la capacidad del hardware para atender peticiones de servicio y en ningún momento está en sincronía con el mundo real ni tiene restricciones temporales.
En adición a esto, un sistema fuera de línea es aquel que no siempre está disponible para recibir y enviar información y que depende de una base de datos previamente establecida para ejecutar su cometido. Como ejemplos de sistemas en línea se tienen las aplicaciones de Internet como los navegadores web o la adquisición de datos a través de una tarjeta especializada en un ambiente de tiempo compartido como Windows.

## Ejemplos
El concepto de STR no queda restringido a los sistemas digitales o de cómputo, ya que puede extenderse al mundo vivo: humanos, animales y plantas. Como ejemplo, considérese una semilla fértil, la cual llega de alguna manera (ya sea por acción del viento, por medio del desecho de algún animal al final de su digestión, etc.) a la tierra. Se puede asegurar que el proceso de germinación de la semilla es un sistema de tiempo real en el ambiente y en las circunstancias en las cuales se desarrolla, ya que a estímulos del ambiente (humedad apropiada constante, temperatura adecuada constante, luz necesaria, etc.) el sistema (la semilla) responde dentro de sus restricciones de tiempo específicas. Si la semilla fuera solamente un sistema rápido (y no de Tiempo Real), tan pronto como ésta tocara la tierra comenzaría su proceso de germinación, sin importar la escasez de nutrientes del suelo o agua o estación del año, por lo que el comportamiento de la semilla no correspondería a lo que está sucediendo en el ambiente, es decir, que el intervalo de tiempo en el que la respuesta del sistema (semilla) se produce no sería muy importante, pero en la realidad ocasionaría que muriera rápidamente por la falta de su adaptabilidad, al tratar de consumir nutrientes más de lo que los puede asimilar o que se encuentren disponibles para ser absorbidos por la raíz de la planta.